# 泉玉露
泉玉露（いずみ たまつゆ）は、福島県いわき市の大字である。郵便番号は971-8172。

## 地理
いわき市南東部の小名浜地区に属する。北で泉町玉露、東で泉町本谷、南東で泉町滝尻、南で泉町、西で渡辺町洞と隣接する。1982年1月より事業開始された、泉玉露土地区画整理事業にあわせ、事業区域が周辺地域より1989年に分離新設された区域であり、一～七丁目が設置されている。北東側から南西向きに、南側より一～二、三～四、五～六丁目が設置され、更に南西側の川の対岸に七丁目が置かれる。JR常磐線泉駅北口に広がる住宅地である。小名浜岡小名内に所在するいわき東警察署及び小名浜に所在する小名浜消防署がそれぞれ管轄にあたる。

### 主な字
字
- 一～七丁目

### 河川
- 釜戸川（二級水系藤原川水系）

## 歴史
- 1982年1月 - 組合施行による泉玉露土地区画整理事業として事業認可される[4]。
- 1989年 - 泉玉露土地区画整理事業に伴い、泉町、泉町玉露、泉町滝尻より分離新設される[5]。

## 世帯数と人口
2023年10月31日現在の世帯数と人口は以下の通りである。
| 大字   | 世帯数   | 人口   |
| ------ | -------- | ------ |
| 泉玉露 | 2047世帯 | 4532人 |

## 小・中学校の学区
市立小・中学校に通う場合、学区は以下の通りとなる。
| 番地 | 小学校               | 中学校             |
| ---- | -------------------- | ------------------ |
| 全域 | いわき市立泉北小学校 | いわき市立泉中学校 |

## 交通

### 鉄道
- JR常磐線・福島臨海鉄道本線
  - 泉駅（北口の一部）

### 道路
- 福島県道240号釜戸小名浜線
- 一級市道沖長孫線
- 一級市道本谷洞線
- 一級市道渚滝尻線

## 施設
- 玉露公民館
- ツルハドラッグ いわき玉露店
- 泉保養院